# Kamišovití
Kamišovití (Anhimidae) je čeleď ptáků tvořená pouze dvěma rody žijícími v Jižní Americe. Obývají v tamních tropech a subtropech říční nivy, jezera, močály, záplavová území v okolí deštných lesů i okraje otevřených savan. V minulosti byli kamišovití pro svůj vzhled a částečně i chování zařazováni do řádu hrabavých, později se prokázala jejich příbuznost s čeledí kachnovitých a byli zařazeni do řádu vrubozobých.

## Popis
Jsou to statní ptáci, bývají velcí 75 až 95 cm a těžcí 3 až 4,5 kg. Peří mají většinou šedé strakaté s černými skvrnami, jejich silná křídla mají rozpětí okolo 170 cm. Vzhledem připomínají husu s tlustým krkem a malou slepičí hlavou s krátkým zahnutým zobákem. Nohy mají silné, mezi třemi předními dlouhými prsty mají zbytky plovací blány a jsou spíše uzpůsobené pro hrabání. V ohbí křídel mají ostré ostruhy sloužící jako zbraně. Samci a samice jsou si podobní.
Jejich maso má houbovitou strukturu, obsahuje vzduchem vyplněné buňky, taktéž kosti jsou hodně odlehčené. Vzlétávají poměrně těžce a dobře plachtí, nelétají na velké vzdálenosti. Přepeřují se postupně a jsou schopni stále létat. Žijí v blízkosti vody a umí dobře plavat, při odpočinku ale poposedávají na stromech kde také přespávají. Ohlašují se, hlavně při hřadování za setmění, výrazným křikem slyšitelným na velkou vzdálenost a hlasitě upozorňují okolí na nebezpečí, tiššími hlubokými tóny vznikajícími v podkožních vacích na hrdle komunikují mezi sebou ve skupince nebo druh s družkou.
Jejich strava je převážně vegetariánská, žerou především listy, stonky, květy a kořínky vodních rostlin, Hrabou také v hlíně, příležitostně žerou různá semena, hmyz a členovce.

## Rozmnožování
Jsou to monogamní ptáci, vytvořené páry pravděpodobně přetrvávají po více let. Páří se obvykle od října do prosince, mimo toto období žijí často v houfech. Par staví společně hnízdo na zemi v blízkosti vody nebo přímo na plovoucích rostlinách a urputně brání své teritorium. Na 2 až 7 vejcích sedí střídavě oba rodiče po 42 až 45 dnů, v případě nepřítomnosti hnízdo zakrývají trávou. Mláďata jsou schopna brzy po vylíhnutí ihned chodit i plavat, před nebezpečím utíkají do vody, rodiče je společně vodí za potravou a ochraňují. Svá hnízda s vejci i mláďata účinně brání proti dravcům. Dožívají se až 10 let.

## Ochrana
Kamišovití nemají mnoho nepřátel, proti drobným škůdcům se dokážou ubránit nebo ulétnou na strom či utečou do vody. Jejich houbovité maso není chutné a proto nejsou loveni, jsou jim však z hnízd domorodci vybírána vejce. Ti také občas chytají kuřata která si snadno zvyknou na domestifikaci, zastávají funkci hlídacího psa neboť hlasitě křičí při setkání s něčím novým nebo při potenciálním ohrožení.
Reálné nebezpečí pro ně představuje pouze postupující likvidace jejich biotopů odlesňováním a přeměnou mokřin na zemědělskou půdu.